# Makilala
Makilala é um município de  primeira classe de renda municipal (d) na província Cotabato, nas Filipinas. De acordo com o censo de 1 de maio  de  2020 possui uma população de 87 927 pessoas e 21 318 domicílios.